# Uzunmesha
Uzunmesha är en ort i Azerbajdzjan.   Den ligger i distriktet Quba Rayonu, i den nordöstra delen av landet, 170 km nordväst om huvudstaden Baku. Uzunmesha ligger 928 meter över havet och antalet invånare är 196.
Terrängen runt Uzunmesha är kuperad. Närmaste större samhälle är Quba, 12,2 km öster om Uzunmesha. 
Omgivningarna runt Uzunmesha är en mosaik av jordbruksmark och naturlig växtlighet. Runt Uzunmesha är det ganska glesbefolkat, med 48 invånare per kvadratkilometer.